# شاين سميلتز
شاين شميلتز (بالإنجليزية: Shane Smeltz)‏، من مواليد 29 سبتمبر 1981، لاعب كرة قدم نيوزلندي.
يلعب مع نادي غولد كوست يونايتد.
بدأ باللعب مع منتخب نيوزلندا لكرة القدم في عام 2003.

## روابط خارجية
- شاين سميلتز على موقع الاتحاد الدولي (مؤرشف)  (الإنجليزية)
- شاين سميلتز على موقع اتحاد تركيا (لاعب) (الإنجليزية)
- شاين سميلتز على موقع قاعدة بيانات كرة القدم.إي يو (الإنجليزية)
- شاين سميلتز على موقع ناشيونال فوتبول تيمز (الإنجليزية)
- شاين سميلتز على موقع Soccerbase.com (لاعب) (الإنجليزية)
- شاين سميلتز على موقع Soccerway.com (الإنجليزية)
- شاين سميلتز على موقع كووورة
- شاين سميلتز على موقع اللجنة الأولمبية الدولية (الإنجليزية)
- شاين سميلتز على موقع أوليمبيديا (الإنجليزية)
- شاين سميلتز على موقع اللجنة الأولمبية النيوزيلندية (الإنجليزية)